# Soltam M-71
Soltam M-71 — полевая буксируемая гаубица калибра 155 миллиметров.
Производится израильской компанией «Soltam». Она была разработана в начале 1970-х гг. на основе производившейся в Израиле с 1970 года по финской лицензии гаубицы Soltam М-68, ствол которой был удлинён с 33 до 39 калибров. Для повышения скорострельности также был добавлен пневматический досылатель.
В апреле 2014 года Армия обороны Израиля расформировала резервный артиллерийский полк «Шахам»: последнее подразделение израильской армии, на вооружении которого находились гаубицы Soltam M-71. Армией сообщалось, что оставшиеся гаубицы будут проданы или пущены на лом.
Гаубица состоит на вооружении таких стран, как Чили, Сингапур, Таиланд, Южная Африка, Ботсвана, Словения, Мьянма и Филиппины.